# Scotinella divesta
Espèce
Synonymes
- Phrurolithus divestus Gertsch, 1941

Scotinella divesta est une espèce d'araignées aranéomorphes de la famille des Phrurolithidae.

## Distribution
Cette espèce se rencontre aux États-Unis au Maine, au New Hampshire, au Massachusetts et dans l'État de New York et au Canada au Québec, au Nouveau-Brunswick et en Nouvelle-Écosse,.

## Description
Le mâle holotype mesure 2,06 mm et la femelle paratype 2,20 mm.

## Publication originale
- Gertsch, 1941 : New American spiders of the family Clubionidae. I. American Museum novitates, no 1147, p. 1-20 (texte intégral).